# Heinäluoto (ö i Norra Savolax, Kuopio, lat 63,11, long 27,40)
Heinäluoto är en ö i Finland. Den ligger i sjön Maaninkajärvi och i kommunen Kuopio i den ekonomiska regionen  Kuopio ekonomiska region  och landskapet Norra Savolax, i den centrala delen av landet, 300 km norr om huvudstaden Helsingfors. Öns area är 0,5 hektar och dess största längd är 100 meter i öst-västlig riktning.